# Kanchanahalli, Kanakapura
Kanchanahalli là một làng thuộc tehsil Kanakapura, huyện Ramanagara, bang Karnataka, Ấn Độ.